# Rue Jules-Guesde (Paris)
Pour les articles homonymes, voir rue Jules-Guesde.
La rue Jules-Guesde est une voie du 14e arrondissement de Paris, en France.

## Situation et accès
La rue Jules-Guesde est une voie publique située dans le 14e arrondissement de Paris. Elle débute  rue Jean-Zay et se termine au 16, rue Raymond-Losserand.

## Origine du nom
Elle est nommée en l'honneur du journaliste et homme politique français Jules Guesde (1845-1922).

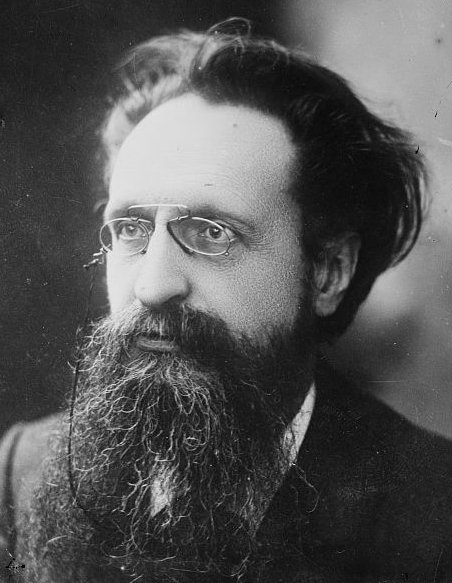
Portrait photographique de Jules Guesde.
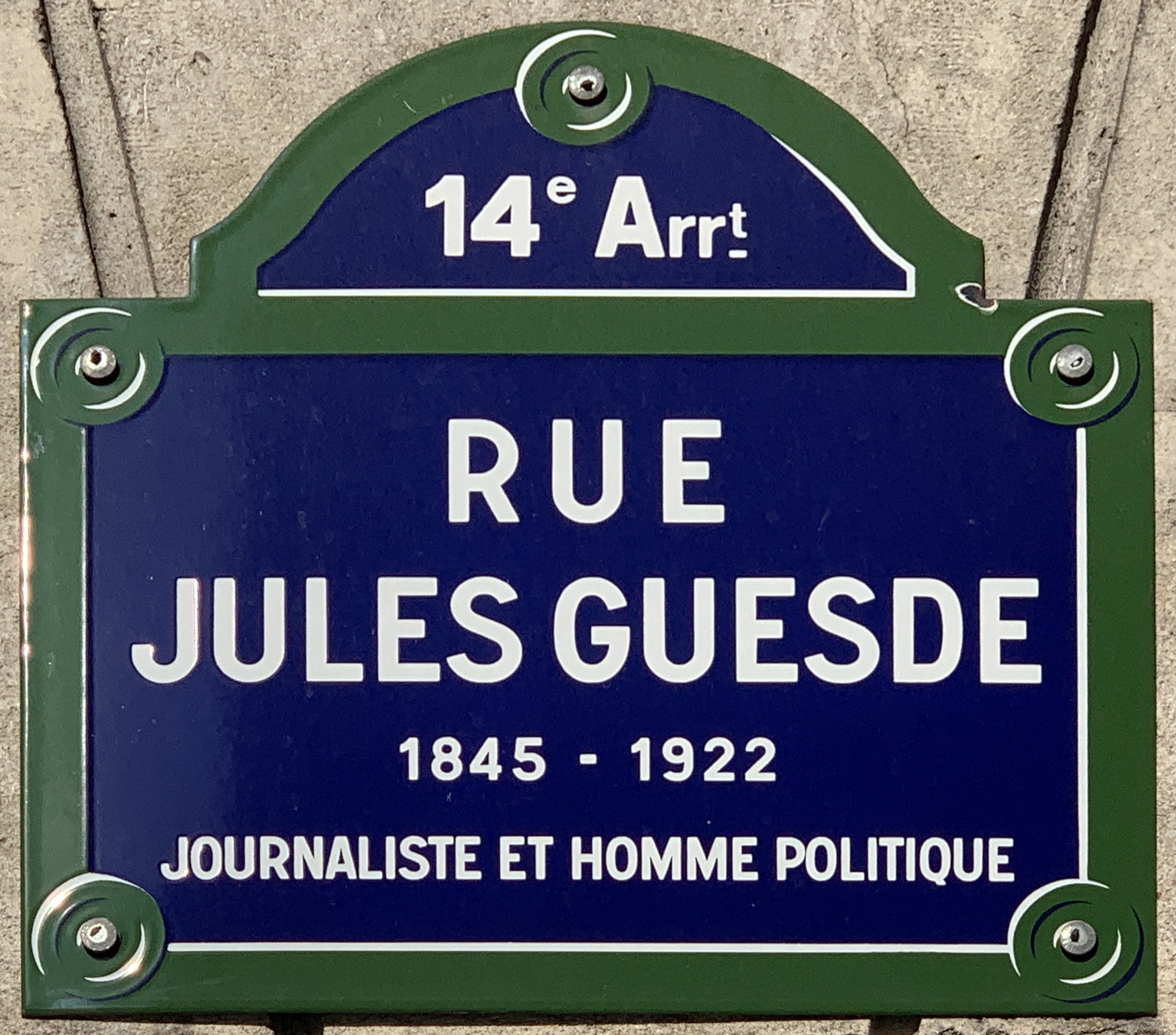
Plaque de rue de la rue.

## Historique
Cette voie, qui faisait partie des communes de Vaugirard et de Montrouge, sous les noms de « rue de Blidah » et « rue Schomer », a été rattachée à Paris en 1863 et a pris son nom actuel le 26 mars 1928.

## Bâtiments remarquables et lieux de mémoire
- No 14 : crèche Jules-Guesde réalisée en 1898 (architecte Louis Marnez).